# آش شل پتله
آش شل پتله یا آش شل پتله ترشی یکی از غذاهای سنتی استان همدان است. مواد این آش را سبزی آش، گوشت با استخوان یا قلم، بلغور، پیاز، عدس، سیب زمینی و نمک، فلفل، ادویه تشکیل می‌دهد. ریختن ترشی بر روی آش مرسوم است به همین سبب آش شله پتله ترشی نیز خوانده می‌شود. در برخی از وبلاگ‌های شخصی اهالی منطقه تلفظ این آش، آش شله پلته (shole palte) آمده‌است.
در روستای علی آباددمق که از روستاهای باستانی و به عبارتی بزرگ‌ترین روستای استان همدان است، غذایی به اسم شله پلته پخته می‌شود که اصلی‌ترین سبزی آن یک نوع سبزی است به اسم ورکوویاز غذایی بسیار لذیذ و تماماً از مواد غیر گوشتی که گاهی آنرا روی نان محلی می‌ریزند و میل می‌کنند، کلا غذاهای این روستا، لهجه آنها، مراسم ختم و خاکسپاری و خیلی از مسائل دیگر این روستا حتی با روستاهای همجوار که در ۵کیلومتری این روستا هست کلا فرق دارد و استثنا است

## درست کردن پتله
برای درست کردن پتله ابتدا گندم را پس از تمیز کردن از سنگ و شن و پوش و آشغال، می‌شستند و سپس آنرا جوشانده و بعد در مقابل آفتاب پهن و خشک می‌کردند. بعد از خشک شدن آنرا در گودالی بنام دیبک ریخته و با چوب دیبک زنی)(که یک تیر کوتاه چوبی بود و در اطراف آن یکی دو دسته چوبی کار گذاشته بودند) که بوسیله دونفر زده می‌شد کوبیده و پوستش را می‌گرفتند بعد از اینکه در دیبک پوست گندم گرفته شد آنرا در دستاس که نوعی آسیاب دستی و کوچک خانگی بود، می‌کشیدند تا هر دانه گندم به دو یا سه تکه شکسته و باصطلاح یارما یا نیمه بشود. از این پتله برای پختن غذاهایی مانند دلمه، آش، کوپ په، کوفته و غیره در زمستان استفاده می‌کردند.